# Ebenezer Assifuah
Ebenezer Assifuah-Inkoom (Accra, 3 juli 1993) is een Ghanees voetballer die bij voorkeur als aanvaller speelt. Hij verruilde in januari 2017 FC Sion voor Le Havre AC.

## Clubcarrière
Assifuah speelde in Ghana voor Sekondi Wise Fighters en Liberty Professionals. Op 15 augustus 2013 werd hij getransfereerd naar FC Sion, waar hij een vierjarige verbintenis mocht ondertekenen.

## Clubstatistieken
| Seizoen | Club                     | Land        | Competitie     | Wed. | Doelp. |
| ------- | ------------------------ | ----------- | -------------- | ---- | ------ |
| 2012/13 | Liberty Professionals FC | Ghana       | Premier League | 16   | 8      |
| 2013/14 | FC Sion                  | Zwitserland | Super League   | 24   | 7      |
| 2014/15 | FC Sion                  | Zwitserland | Super League   | 16   | 0      |
| 2015/16 | FC Sion                  | Zwitserland | Super League   | 34   | 6      |
| 2016/17 | FC Sion                  | Zwitserland | Super League   | 14   | 2      |
| 2016/17 | Le Havre AC              | Frankrijk   | Ligue 2        | 8    | 2      |
| 2017/18 | Le Havre AC              | Frankrijk   | Ligue 2        | 27   | 5      |
| 2018/19 | Le Havre AC              | Frankrijk   | Ligue 2        | 19   | 0      |
| 2019/20 | Le Havre AC              | Frankrijk   | Ligue 2        | 6    | 0      |
| Totaal  | Totaal                   | Totaal      | Totaal         | 164  | 30     |

## Interlandcarrière
Hij nam met Ghana -20 deel aan het CAF Jeugdkampioenschap voetbal 2013 in Algerije. Hij haalde met Ghana de finale, die verloren werd tegen Egypte. Samen met Kahraba was hij de tweede meest productiefste speler op het toernooi. In juni en juli 2013 nam hij met Ghana deel aan het WK -20 2013 in Turkije. Hij werd topschutter van het toernooi met zes doelpunten.